# Jaap Paauwe
Jacob Bastiaan Paauwe, detto Jaap (Rotterdam, 3 febbraio 1909 – Rotterdam, 25 giugno 1982), è stato un calciatore olandese di ruolo centrocampista.

## Biografia
Nato a Rotterdam nel 1909, è il fratello di Bas Paauwe, anch'egli calciatore della nazionale. Morì nella sua città natale all'età di 73 anni.

## Carriera

### Club
Ha giocato per tutta la carriera nella squadra della sua città, il Feyenoord. Tra il 1928 e il 1939 ha collezionato 121 presenze e 2 reti.

### Nazionale
Ha esordito con la maglia della Nazionale olandese il 29 marzo 1931 nella partita disputata ad Amsterdam contro il Belgio.

## Statistiche

### Cronologia presenze e reti in nazionale
| Cronologia completa delle presenze e delle reti in nazionale ― Paesi Bassi | Cronologia completa delle presenze e delle reti in nazionale ― Paesi Bassi | Cronologia completa delle presenze e delle reti in nazionale ― Paesi Bassi | Cronologia completa delle presenze e delle reti in nazionale ― Paesi Bassi | Cronologia completa delle presenze e delle reti in nazionale ― Paesi Bassi | Cronologia completa delle presenze e delle reti in nazionale ― Paesi Bassi | Cronologia completa delle presenze e delle reti in nazionale ― Paesi Bassi | Cronologia completa delle presenze e delle reti in nazionale ― Paesi Bassi |
| Data                                                                       | Città                                                                      | In casa                                                                    | Risultato                                                                  | Ospiti                                                                     | Competizione                                                               | Reti                                                                       | Note                                                                       |
| -------------------------------------------------------------------------- | -------------------------------------------------------------------------- | -------------------------------------------------------------------------- | -------------------------------------------------------------------------- | -------------------------------------------------------------------------- | -------------------------------------------------------------------------- | -------------------------------------------------------------------------- | -------------------------------------------------------------------------- |
| 29-03-1931                                                                 | Amsterdam                                                                  | Paesi Bassi                                                                | 3 – 2                                                                      | Belgio                                                                     | Amichevole                                                                 | -                                                                          |                                                                            |
| 26-04-1931                                                                 | Amsterdam                                                                  | Paesi Bassi                                                                | 1 – 1                                                                      | Germania                                                                   | Amichevole                                                                 | -                                                                          |                                                                            |
| 03-05-1931                                                                 | Anversa                                                                    | Belgio                                                                     | 4 – 2                                                                      | Paesi Bassi                                                                | Amichevole                                                                 | -                                                                          |                                                                            |
| 14-06-1931                                                                 | Copenaghen                                                                 | Danimarca                                                                  | 0 – 2                                                                      | Paesi Bassi                                                                | Amichevole                                                                 | -                                                                          |                                                                            |
| 29-11-1931                                                                 | Colombes                                                                   | Francia                                                                    | 3 – 4                                                                      | Paesi Bassi                                                                | Amichevole                                                                 | -                                                                          |                                                                            |
| 20-03-1932                                                                 | Anversa                                                                    | Belgio                                                                     | 1 – 4                                                                      | Paesi Bassi                                                                | Amichevole                                                                 | -                                                                          |                                                                            |
| 17-04-1932                                                                 | Amsterdam                                                                  | Paesi Bassi                                                                | 2 – 1                                                                      | Belgio                                                                     | Amichevole                                                                 | -                                                                          |                                                                            |
| 29-05-1932                                                                 | Amsterdam                                                                  | Paesi Bassi                                                                | 1 – 2                                                                      | Cecoslovacchia                                                             | Amichevole                                                                 | -                                                                          |                                                                            |
| Totale                                                                     |                                                                            | Presenze                                                                   | 8                                                                          |                                                                            | Reti                                                                       | 0                                                                          |                                                                            |

## Palmarès
- Campionato olandese: 2

Feyenoord: 1935-1936, 1937-1938
- Coppa dei Paesi Bassi: 2

Feyenoord: 1929-1930, 1934-1935